# ヴィーガウダス・ウシャツカス

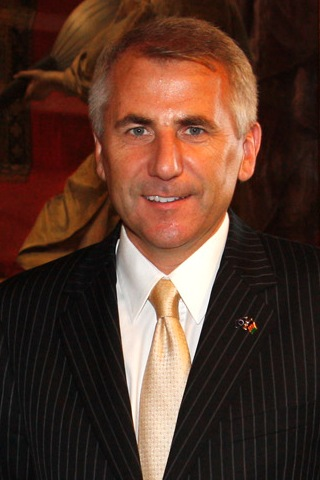
ヴィーガウダス・ウシャツカス

ヴィーガウダス・ウシャツカス（リトアニア語: Vygaudas Ušackas、1964年12月16日 - ）は、リトアニアの外交官で政治家。2008年から2010年までリトアニアの外相を務めた。

## 経歴
1964年、スクオダス (Skuodas) で生まれる。1982年、スクオダスの学校を卒業しヴィリニュス大学に入学。1990年、学位（法学）取得。その後ノルウェーのオスロ大学やデンマークのオーフス大学で学び、国際政治と国際貿易を専攻。
1992年から1996年にかけてリトアニアの対NATO・EU交渉団顧問を務め、2000年から2001年にはEU加盟の交渉責任者を務めた。
2001年から2006年まで駐米（兼メキシコ）大使、2006年から2008年まで駐英大使を務めた。2008年12月9日、リトアニア共和国外務大臣に就任。その後2010年2月22日から駐アフガニスタン欧州連合代表部大使。2013年9月から駐ロシア欧州連合代表部大使。
| 公職                                | 公職                                     | 公職                              |
| ----------------------------------- | ---------------------------------------- | --------------------------------- |
| 先代 ペトラス・ヴァイティエクーナス | リトアニア共和国外務大臣 2008年 - 2010年 | 次代 アウドロニウス・アジュバリス |